# Chiesa della Visitazione di Maria Santissima (Ardesio)
La chiesa della Visitazione di Maria Santissima è un luogo di culto cattolico, si trova ad Ardesio, nella località Ludrigno, in alta Val Seriana, ed è sussidiaria della parrocchiale di San Giorgio. Il territorio di Ludrigno, posto ai piedi del Monte Secco è stato più volte colpito dalla valanga detta vendol, ma l'edificio di culto non ne è mai stato colpito.

## Storia
Una piccola cappella presente sul territorio di Ludrigno, è indicata negli atti della visita pastorale alla comunità di Ardesio del 22 agosto 1546 del vescovo di Bergamo Vittore Soranzo, ed è proprio di un paio di anni dopo la denuncia della presenza a Ludrigno di un personaggio di nome Lazzarino da Ludrigno che venne accusato di eresia: non cavava il bireto et né faceva riverentia et habitaava nel monastero di certe monache, questi pare che si dichiarasse luterano pubblicamente.
Non rimane invece indicazione della visita del 20 agosto 1565 del vescovo Federico Cornaro, ma nuovamente visitata dall'arcivescovo di Milano san Carlo Borromeo il 1º ottobre 1575, durante la sua visita diocesana sul territorio della bergamasca, il quale ne ordinò il riordino secondo le regole indicate dal concilio di Trento, facendo rimodernare l'altare maggiore e abolire quello dedicato a san Rocco ritenuto non idoneo, vi era inoltre un domuncola affiancata alla chiesa che giaceva in rovinose condizioni, vi erano inoltre molti crediti inesatti, questo a indicare la povertà del territorio. La chiesa è indicata come campestre nella visita pastorale del vescovo Giovanni Paolo Dolfin del 1779.
Nel 1634 fu posta la nuova pala d'altare opera del clusonese Domenico Carpinoni Madonna in gloria con santi Rocco e Sebastiano, tela inserita in una ancona lignea dorata in stile barocco. Nel 1666 la chiesa è inserita nel Sommario delle chiese della diocesi di Bergamo redatto dal cancelliere della curia vescovile Giovanni Giacomo Marenzi. L'elenco la indica come oratorio campestre posto nella località di Ludrigno, dedicata a santa Maria Elisabetta, e sussidiaria di quella parrocchiale di San Giorgio posta nel capoluogo.

## Descrizione

### Esterno
La piccola chiesa conserva la medesima struttura della sua costruzione. Il fronte principale è diviso in due ordini, in quello inferiore in blocchi di pietra mentre quella superiore intonacata e tinteggiata. Il portale posto al centro in blocchi di pietra completo di architrave e laterali due finte finestre tamponate con contorno sempre in pietra, e una identica è posta sopra l'ingresso. Prosegue un'ulteriore apertura circolare tamponata completa di contorno in pietra. La sola apertura atta a dare luce all'aula è posta nella parte estrema superiore con inferriate. La facciata a capanna termina con i due spioventi lignei del tetto.

### Interno
L'interno si presenta con l'unica navata di piccole dimensioni con volta a botte e divisa da lesene in quattro campate queste reggono la trabeazione dove è posto il cornicione non praticabile. L'ingresso laterale è posto nella terza campata a sinistra della navata. La sola cappella è dedicata ai santi Rocco e Sebastiano e ha l'altare in muratura con la sola predella in marmo. Corrispondente una nicchia ospita la statua lignea della Madonna di Lourdes. La zona presbiteriale rialzata da un gradino ha la copertura a botte con coro piano. L'altare ospita la pala d'altare raffigurante la Visitazione di Maria a sant'Elisabetta. La zona è completa delle statue lignee a grandezza naturale di san Giuseppe e sant'Anna, due angeli coronano tutto l'impianto dorato dell'ancona.